# 克林顿裹尸袋
克林顿裹尸袋是一个由Newsmax出版商克里斯托弗·鲁迪等人提出的有关美国前总统比尔·克林顿与其夫人希拉里·克林顿的阴谋论，该阴谋论声称克林顿夫妇暗杀了至少50名与他们相关的人。这一指控最早于 20 世纪 90 年代由Larry Nichols制作、Rev. Jerry Falwell发行的“伪纪录片”《克林顿编年史》提出，该“伪纪录片”指控比尔·克林顿犯有包括谋杀在内的多项罪行。The Ledger、芝加哥论坛报、Snopes等媒体针对具体的死亡细节发出质疑，指出该纪录片中比尔·克林顿的关系圈过于庞大以致失实，并且其中列出的许多人与克林顿并没有明显的关联、亦或是被认错甚至说根本就没有死亡，该阴谋论基本被证伪。

## 著名案例
1993年7月20日，白宫副法律顾问文森特·W·福斯特被发现死在华盛顿特区外弗吉尼亚州的Fort Marcy Park，头部有明显的明显“自杀式”枪伤。尽管有五项官方调查都表示他死于自杀，但仍有阴谋论认为他是因为知道太多而被克林顿夫妇谋杀。
阴谋论者根据一篇被福克斯新闻撤回的报道，推测 2016 年至今一直没被破获的民主党全国委员会职员Seth Rich 遇害事件是由希拉里·克林顿一手安排的，因为他对2016年希拉里·克林顿竞选美国总统期间2016年美国民主党全国委员会邮件泄密事件负有不可推卸的责任。